# Манабэ, Ёсиаки
Ёсиаки Манабэ (яп. 真鍋 吉明) — гитарист из японской рок-группы The Pillows. Работал над альбомами The Pillows и The Stereo Future. В свободное время любит читать книги и является фанатом Боба Марли. Он также имеет свою собственную гитару, которую сделала Sago New Material Guitars.

## Биография
Ёсиаки Манабэ родился в префектуре Хоккайдо 2 октября 1962 года. Также известен как «Пи-чан», так как его друзья говорили, что он выглядит как персонаж Снупи. Был в музыкальной группе PERSIA перед тем, как попасть в группу The Pillows в 1989 году. Вдохновлялся легендой Бобом Марли, особенно это видно в его работе в группе Nine Miles. Сам Манабэ говорил, что на него повлияли регги и некоторый панк-рок.

### Музыкальная деятельность

#### PERSIA
Перед тем, как попасть в группу The Pillows, был членом группы PERSIA, которая, после формирования The Pillows, распалась.

#### The Pillows
Большую часть своей карьеры провёл в группе The Pillows. Играл в этой группе с самого её появления и является важной её частью.

#### Nine Miles
Nine Miles является сольным проектом, названным в честь города, в котором вырос Боб Марли. 

## Дискография
| Title                    | Year |
| ------------------------ | ---- |
| Solomonic Polar Beer     | 2001 |
| Return of the Polar Beer | 2003 |
| Revolution is My Name    | 2008 |
| Rutile                   | 2012 |

Также в карьере Манабэ есть сборник песен Go! Delicious Go! (Omnibus Album) и каверы на песни из группы The Pillows.